# Львовский № 9
Львовский № 9 (Львовское № 9) — кутан колхоза «Искра» Лакского района Дагестана.

## Географическое положение
Расположен на территории Бабаюртовского района, в 10 км к северо-востоку от села Львовское №1, на канале Тальма.

## История
В 1901 году немцами-меннонитами, переселенцами из Таврической губернии, у князей Львовых было приобретено 1920 десятин земли. На этой земле ими была образована колония Николаевка № 9. С 1901 по 1917 гг центр Терского меннонитского колониального округа в Хасавюртовском округе. В колонии имелись аптека, амбулатория, детский приют, школа, хозяйственный магазин, мельница, меннонитский молитвенный дом. 

Разорена в период гражданской войны, население бежало. В 1921—1923 гг. часть населения вернулась. Окончательно покинута в 1925 году. 

В 30-е годы земли бывшей колонии были переданы под зимние пастбища колхозов Лакского района.

## Название
При образование колония получила название Николаевка (в честь одного из братьев Львовых — Николая) и порядковый 9.

## Население
При образование в колонии проживали немцы, исповедовавшие меннонитство.
| Год     | 1914 | 1918 |
| ------- | ---- | ---- |
| человек | 144  | 120  |